# The Greenwich by Rafael Viñoly
The Greenwich by Rafael Viñoly, kurz The Greenwich, auch 125 Greenwich Street und 22 Thames Street, ist ein in Bau befindlicher Wolkenkratzer in Manhattan in New York City. Er wurde nach seinem im März 2023 verstorbenen Architekten Rafael Viñoly benannt.

## Beschreibung
The Greenwich wurde als reiner Wohnturm konzipiert und befindet sich in Lower Manhattan im Financial District an der Greenwich Street, Ecke Thames Street. Ein benachbarter Wolkenkratzer ist das 190 m hohe W New York Downtown Hotel and Residences. Nur einen Block nördlich liegt das World Trade Center. Direkt gegenüber stand einst das Deutsche Bank Building, welches Anfang 2011 abgerissen wurde und durch das 5 World Trade Center ersetzt werden soll.
Ursprünglich war im September 2014 geplant, dass der Turm 413 Meter hoch werden sollte. 2017 ergab eine Planänderung eine Höhe von 278 Metern (912 Fuß), 88 Stockwerken und 273 Wohneinheiten.
Als Architekt wurde Rafael Viñoly gewonnen, der unter anderem einen der höchsten Wohntürme der Welt, den 432 Park Avenue entworfen hatte. Bauherr von 125 Greenwich Street war neben Bizzi & Partners bis zu seiner Anklage wegen Steuerhinterziehung (September 2016) Michael Shvo, er verkaufte seine Beteiligung an der Immobilie im Jahr 2017 an die Fortress Investment Group. Ende Juni 2015 begann offiziell der Bau des Turms, als erstmals Bewehrungsstäbe in das Fundament gesetzt wurden. 2019 erreichte er seine endgültige Höhe von 278 Meter. Der Wolkenkratzer hat deutlich abgerundete Ecken mit gebogenem, vom Boden bis zur Decke reichenden Verglasung. Die komplette Inneneinrichtung und die 272 Eigentumswohnungen entwarf das Innenarchitekturstudio March & White (MAWD), deren Erfahrung im Einrichten von Superyachten in Materialauswahl und Design einfloss und mit einem großen nautischen „X“ an der Wand hinter der Rezeption symbolisiert wird. Die Wohnungen, vom Studio bis zum Drei-Zimmer-Apartment, sind mit den drei Farbpaletten „Aqua“, „Terra“ und „Stratus“ ausgestaltet, die sich auf die Umgebung mit dem Hudson River, der New Yorker Skyline und den Himmel beziehen. Die 8,5 m hohe Lobby ist mit drei verschiedenen Marmorarten verkleidet und mit Kronleuchter, Kamin und Bibliothek ausgestattet. Die Lifestyle- und Wellness-Einrichtungen verteilen sich in den obersten drei Etagen des Gebäudes und umfassen einen Swimmingpool, ein Spa, ein Fitnesscenter und einen privaten Club. Die Fertigstellung des Wohnturms war einst für 2020 vorgesehen.
Ab Anfang 2020 befand sich das Projekt kurz vor seiner Fertigstellung im Baustopp. Die Bauarbeiten wurden Anfang 2023 wieder aufgenommen, nachdem die Fortress Investment Group, Bizzi & Partners und der U.S. Immigration Fund eine neue Baufinanzierung in Höhe von 313 Millionen US-Dollar abgeschlossen haben, um den Wohnturm endgültig fertigzustellen. Ende 2023 gab man die Anzahl der Eigentumswohnungen mit 272 an und der Wohnturm erhielt zu Ehren seines verstorbenen Architekten den offiziellen Namen The Greenwich by Rafael Viñoly. Im August 2024 standen die Außenarbeiten vom The Greenwich kurz vor der Fertigstellung, die auch vor Jahreswechsel 2024/2025 noch andauerten. Der Termin der endgültigen Fertigstellung und der Eröffnung stehen nicht fest.
Am 20. März 2024 gab es einen Brand in der Klimatechnik auf dem Dach, der von einem Polizeihubschrauber des New York Police Department entdeckt und durch das New York City Fire Department binnen 45 Minuten unter Kontrolle gebracht wurde.

## Ansichten

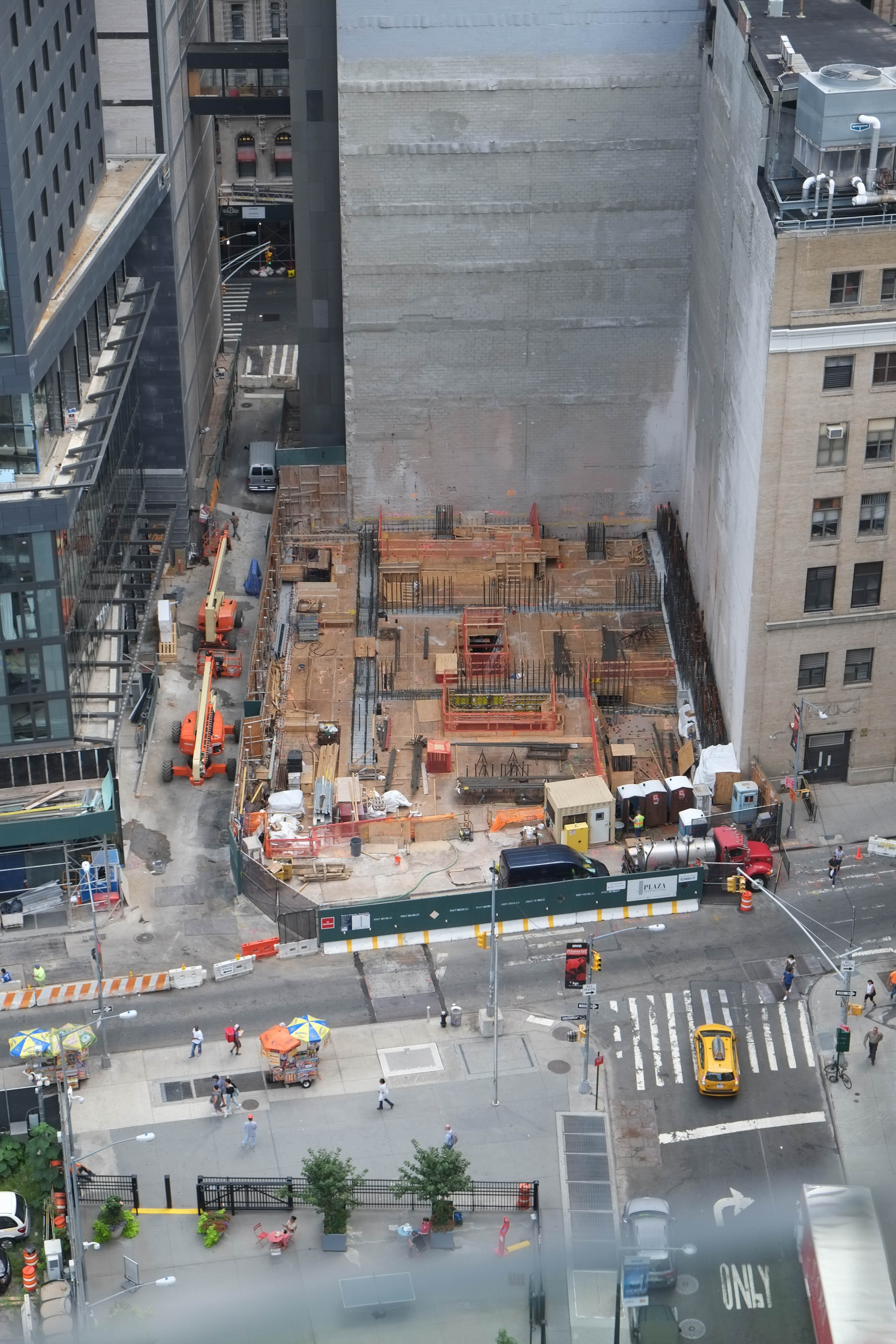
Beginn der Bauarbeiten im Jahr 2016
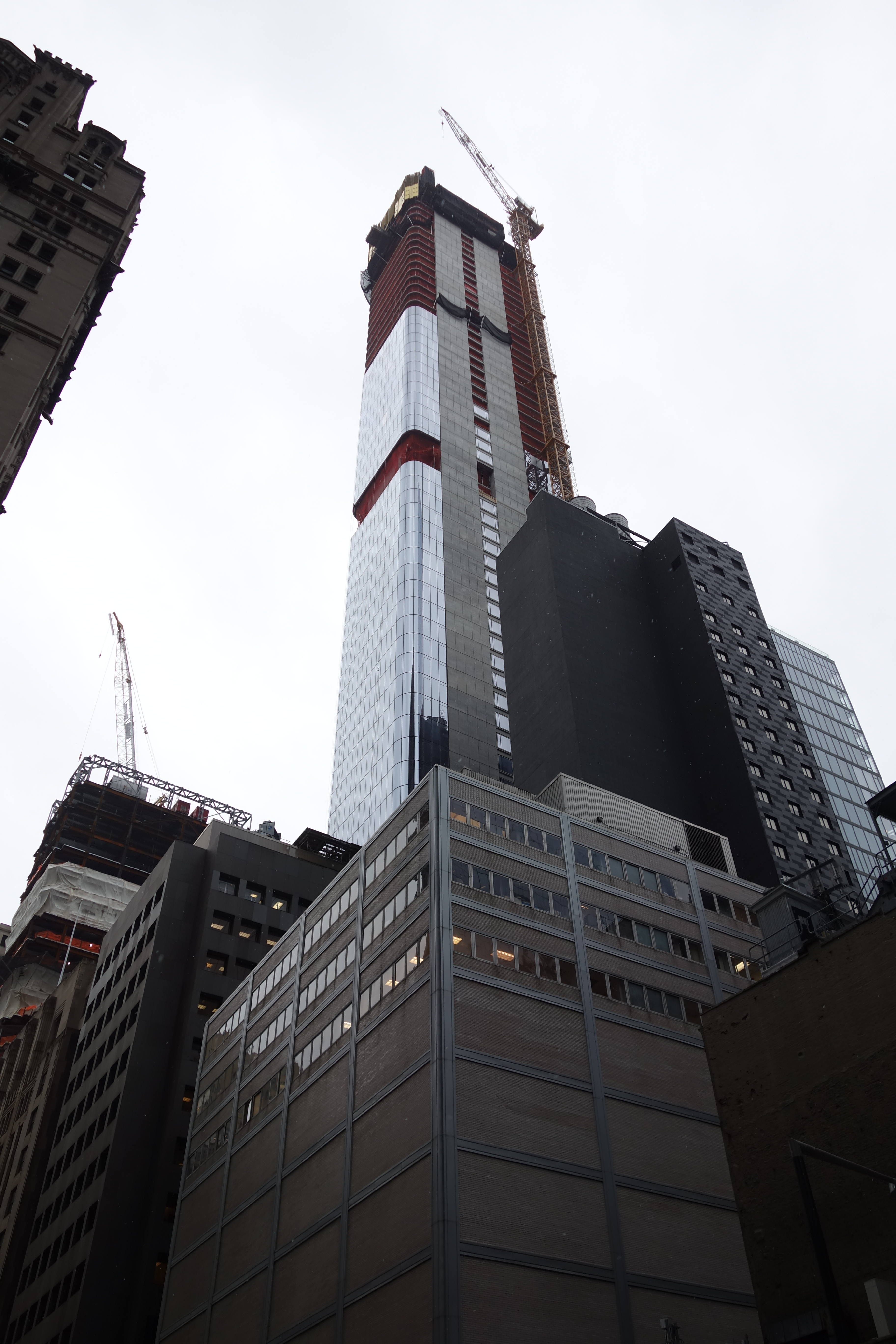
Baufortschritt am 13. Dezember 2018
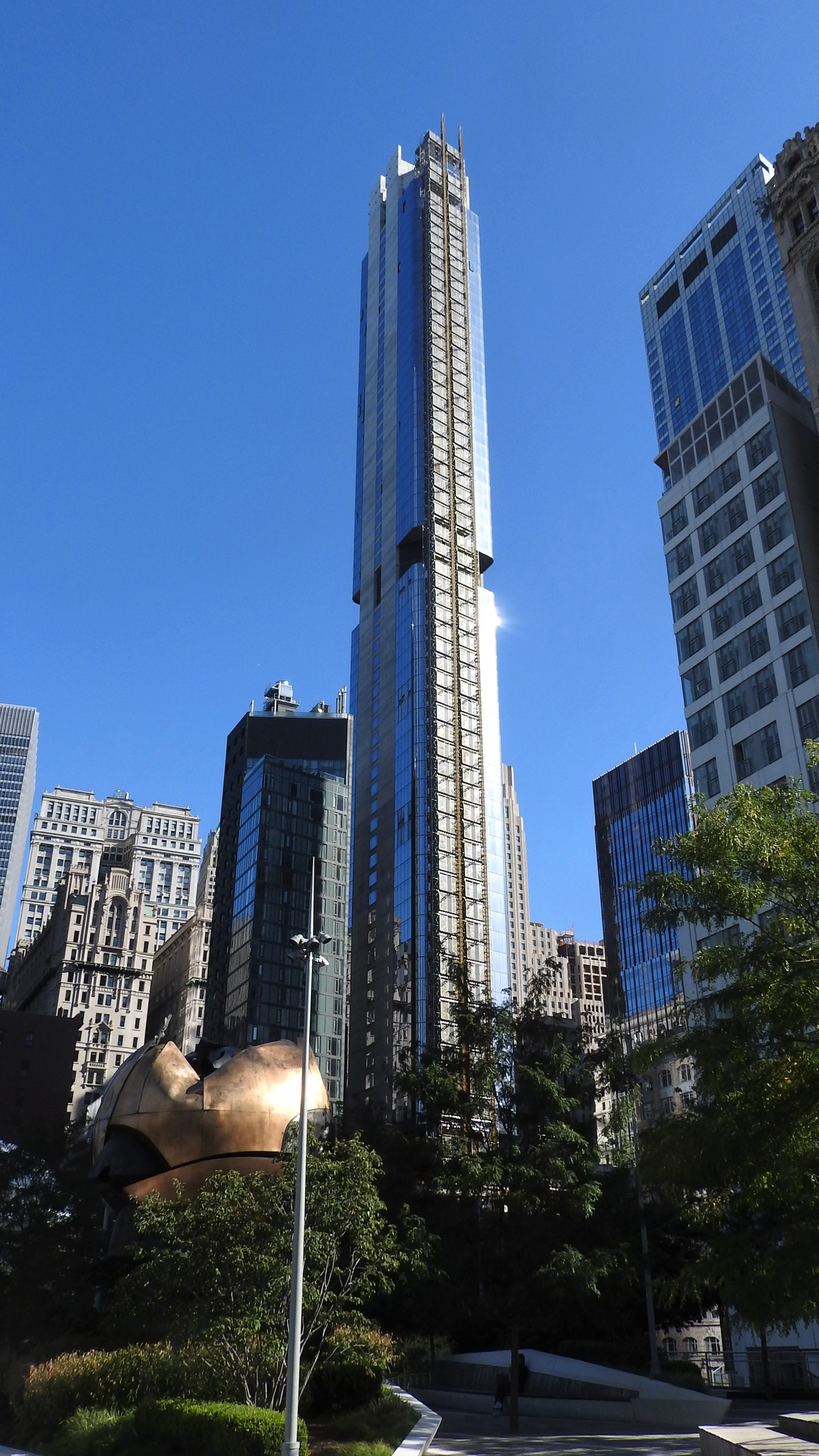
Bauzustand nach Baustopp im Jahr 2020
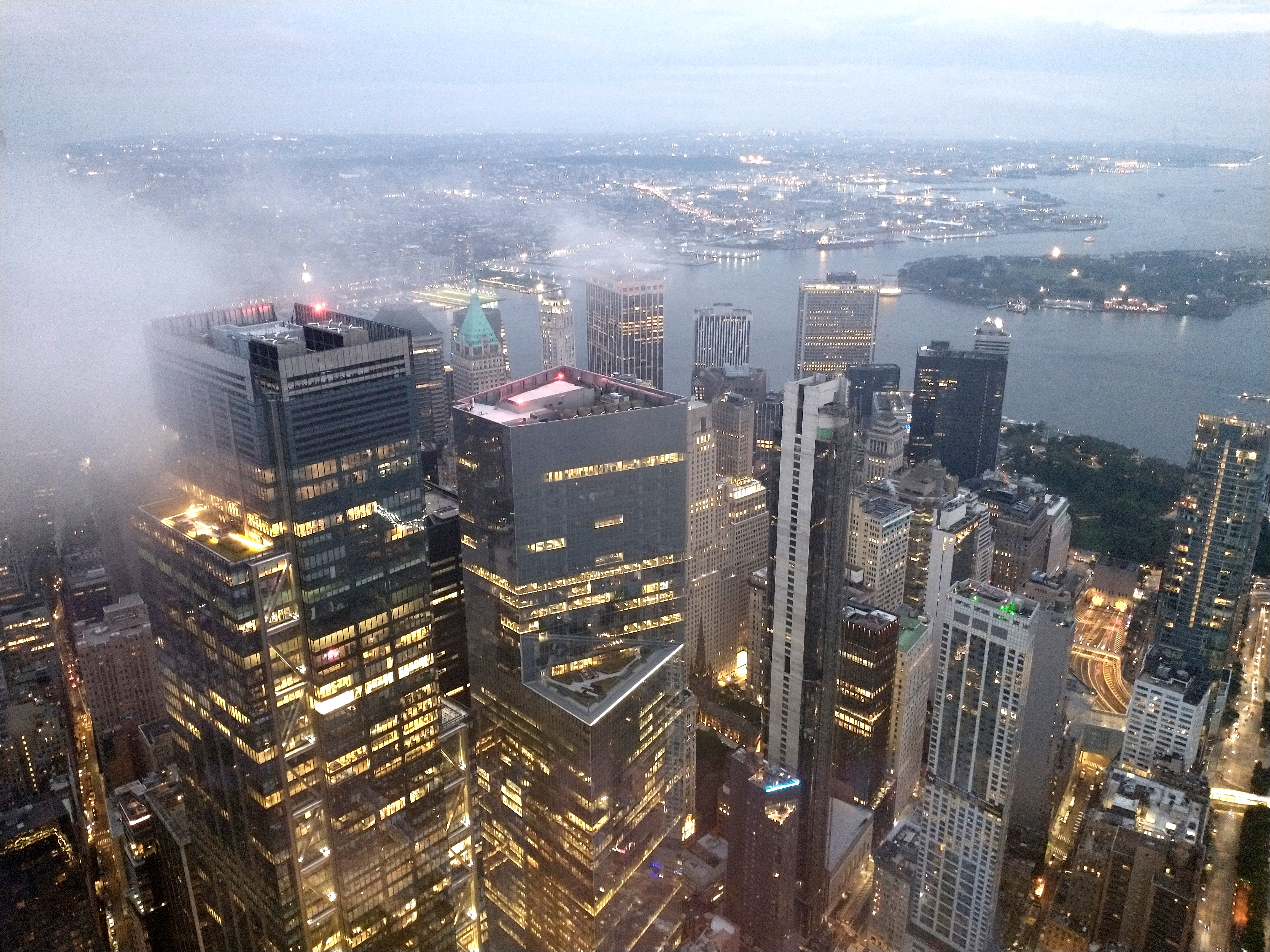
Rechts der Bildmitte, gesehen 2023 vom 1 WTC
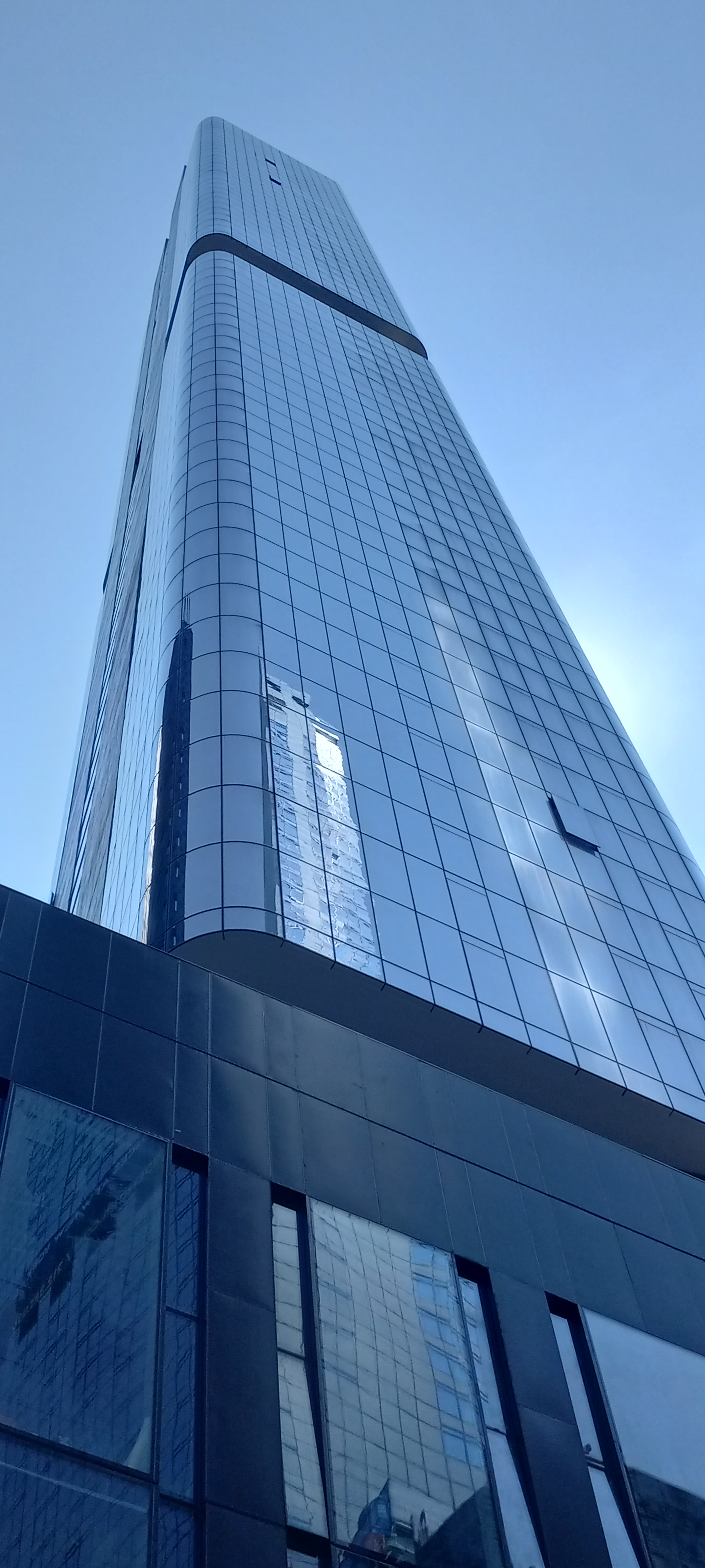
Vertikale Fassadenansicht
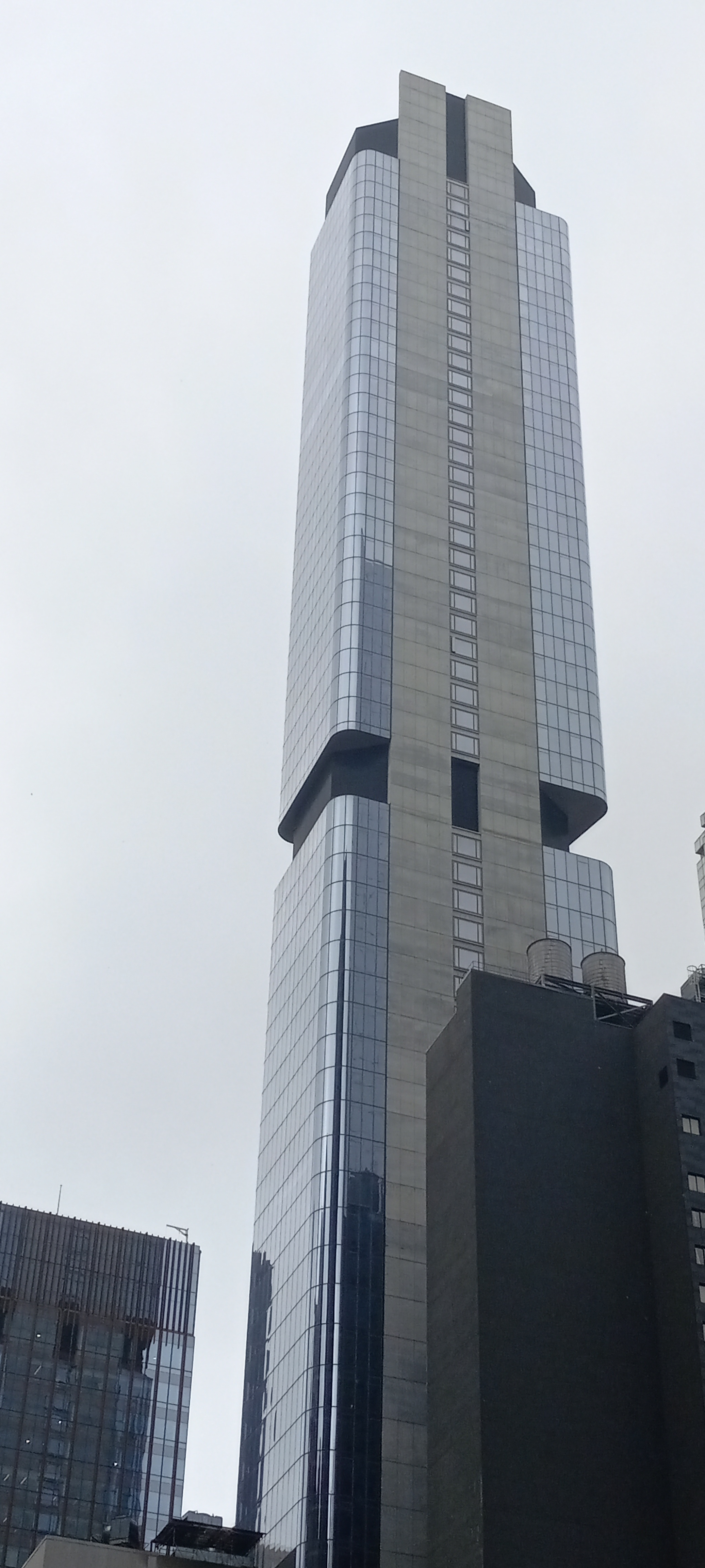
The Greenwich am 9. August 2024